# Maraton w Kolonii

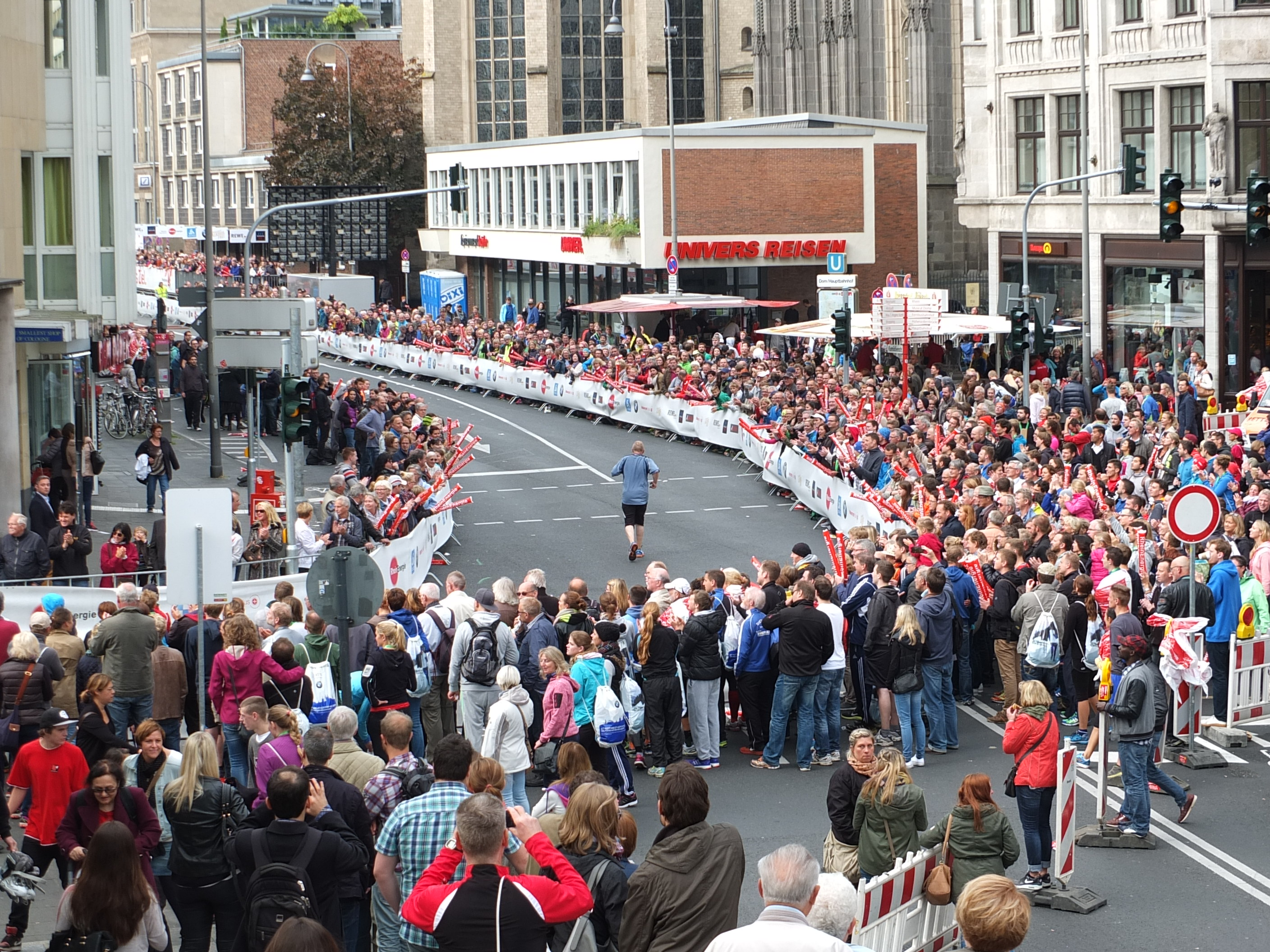
Maraton w Kolonii w 2015 roku

Maraton w Kolonii – maratoński bieg uliczny rozgrywany co roku na ulicach Kolonii, w Niemczech. Pierwsza edycja maratonu w Kolonii odbyła się 5 października 1997 roku. Od początku w zawodach uczestniczyli zarówno mężczyźni, jak i kobiety. Impreza odbywa się każdego roku w październiku, z wyjątkiem lat 2004, 2005 i 2014, kiedy to zawody rozegrano we wrześniu.

## Lista zwycięzców
Lista zwycięzców maratonu w Kolonii:
| Edycja | Data                 | Zwycięzca wśród mężczyzn | Kraj    | Czas    | Zwyciężczyni wśród kobiet | Kraj    | Czas    |
| ------ | -------------------- | ------------------------ | ------- | ------- | ------------------------- | ------- | ------- |
| 22     | 7 października 2018  | Tobias Blum              | Niemcy  | 2:16:57 | Bebecca Robisch           | Niemcy  | 2:46:03 |
| 21     | 1 października 2017  | Hendrik Pfeiffer         | Niemcy  | 2:13:42 | Rebecca Robisch           | Niemcy  | 2:43:02 |
| 20     | 2 października 2016  | Raymond Kipchumba Choge  | Kenia   | 2:08:39 | Bornes Jepkurui           | Kenia   | 2:32:16 |
| 19     | 4 października 2015  | Benson Waweru            | Kenia   | 2:16:03 | Gelane Senbete            | Etiopia | 2:37:33 |
| 18     | 14 września 2014     | Anthony Maritim          | Kenia   | 2:10:26 | Shasho Insermu            | Etiopia | 2:35:36 |
| 17     | 13 października 2013 | Nicholas Chelimo         | Kenia   | 2:09:45 | Janet Rono                | Kenia   | 2:28:36 |
| 16     | 14 października 2012 | Alfred Kering            | Kenia   | 2:07:37 | Helena Kirop              | Kenia   | 2:25:34 |
| 15     | 2 października 2011  | Samson Kiprono Barmao    | Kenia   | 2:08:56 | Aberu Mekuria             | Etiopia | 2:32:24 |
| 14     | 3 października 2010  | Francis Kipkoech Bowen   | Kenia   | 2:14:15 | Katharina Heinig          | Niemcy  | 2:46:05 |
| 13     | 4 października 2009  | Evans Kipkosgei Ruto     | Kenia   | 2:08:36 | Sabrina Mockenhaupt       | Niemcy  | 2:30:12 |
| 12     | 5 października 2008  | Sammy Kiptoo Kurgat      | Kenia   | 2:10:03 | Robe Guta                 | Etiopia | 2:29:39 |
| 11     | 7 października 2007  | Daniel Kiprugut Too      | Kenia   | 2:11:05 | Sabrina Mockenhaupt       | Niemcy  | 2:29:33 |
| 10     | 8 października 2006  | Teferi Wodajo            | Etiopia | 2:11:24 | Luminita Zaituc           | Niemcy  | 2:28:30 |
| 9      | 11 września 2005     | Joseph Kadon Epetet      | Etiopia | 2:11:55 | Claudia Dreher            | Niemcy  | 2:31:43 |
| 8      | 12 września 2004     | James Rotich             | Kenia   | 2:10:22 | Claudia Dreher            | Niemcy  | 2:32:04 |
| 7      | 5 października 2003  | Benjamin Rotich          | Kenia   | 2:12:03 | Tegla Loroupe             | Kenia   | 2:33:48 |
| 6      | 6 października 2002  | Ernest Kipyego           | Kenia   | 2:10:52 | Claudia Dreher            | Niemcy  | 2:31:30 |
| 5      | 7 października 2001  | Simon Lopuyet            | Kenia   | 2:11:57 | Judy Kiplimo              | Kenia   | 2:31:08 |
| 4      | 1 października 2000  | Benson Lokorwa           | Kenia   | 2:15:51 | Małgorzata Sobańska       | Polska  | 2:28:42 |
| 3      | 3 października 1999  | Benson Lokorwa           | Kenia   | 2:11:51 | Elżbieta Jarosz           | Polska  | 2:34:24 |
| 2      | 11 października 1998 | Carsten Eich             | Niemcy  | 2:10:57 | Małgorzata Sobańska       | Polska  | 2:29:42 |
| 1      | 5 października 1997  | Stephan Freigang         | Niemcy  | 2:12:00 | Angelina Kanana           | Kenia   | 2:27:29 |